# Шимецкий, Станислав
Стани́слав Шиме́цкий (пол. Stanisław Szymecki; 26 января 1924, Катовице, Польша — 26 сентября 2023) — католический прелат, ректор Силезской высшей духовной семинарии (1968—1978 гг.), епископ Кельце с 27 марта 1981 года по 15 мая 1993 год, первый архиепископ Белостока с 15 мая 1993 года по 16 ноября 2000 год, член ордена Святого Гроба Господнего Иерусалимского.

## Биография
Родился 26 января 1924 года в городе Катовице. В 1931 году вместе со своей семьёй эмигрировал в Париж. Обучался в различных французских духовных семинариях. В 1947 году закончил Польскую духовную семинарию в Париже. 3 июля 1947 года был рукоположен в священника парижским архиепископом Эммануэлем-Селестеном Сюаром. В 1948 году возвратился в Силезию, где служил викарием различных католических приходах. С 1959 по 1961 год обучался в Парижском католическом институте, по окончании которого защитил научную степень доктора фундаментальной теологии. С 1961 по 1978 год преподавал в Силезской высшей духовной семинарии. С 1968 по 1978 год был ректором этой семинарии. С 1978 по 1980 год был настоятелем церкви святого Войцеха в Миколуве. C 1980 по 1981 год был вице-ректором Польской миссии во Франции.
27 марта 1981 года Римский папа Иоанн Павел II назначил Станислава Шимецкого епископом епархии Кельце. 12 апреля 1981 года в Риме состоялось рукоположение Станиславам Шимецкого в епископа, которое совершил Римский папа Иоанн Павел II в сослужении с титулярным епископом Драгонары и вспомогательным епископом архиепархии Гнезно Щепаном Весолым и титулярным епископом Тасбалды и вспомогательным епископом Кельце Яном Гурдой.
15 мая 1993 года Римский папа Иоанн Павел II назначил Станислава Шимецкого архиепископом Белостока.
16 ноября 2000 года Станислав Шимецкий подал в отставку.